# Honeypot
Honeypot je računalni sigurnosni sustav. Relativno su nova tehnologija u području računalne sigurnosti. Temeljna mu je namjena detekcija neovlaštenih aktivnosti te prikupljanje novih spoznaja i informacija o tehnikama i oruđima kojima se služe neovlašteni korisnici kad sprovode zloćudne djelatnosti. Popularnost Honeypot sustava svakodnevno raste, a koncept je iznimno velika potencijala u pogledu unaprjeđenja sigurnosti računalnih i komunikacijskih sustava. Jedna od najvećih vrijednosti su nove ideje i metodologije, koje proizlaze kao rezultat njihove primjene, omogućuju razvoj novih sigurnosnih rješenja i proizvoda.
Honeypotova je vrijednost što ima mogućnost biti ispitan, napadnut ili kompromitiran. Administrator sustava može prikupiti informacije o napadaču, vektorima napada i alatima koje napadač koristi kako bi zadobio pristup napadnutom sustavu. Alat je tim bolji ako administrator može prikupiti veliku količinu informacija, a da pri tome napadač toga nije ni svjestan.
Ovisno o tipu i namjeni, honeypot sustave dijeli se na dvije osnovne skupine: komercijalne i istraživačke. Druga podjela je na osnovi razine interakcije između neovlaštenog korisnika i honeypot sustava. Viša razina između neovlaštenih korisnika i honeypot sustava u pravilu podrazumijeva kompleksniji sustav, veći angažman oko administracije, veću cijenu te viši sigurnosni rizik za okolne sustave. Honeypot sustavi se gotovo redovito sastoje od jednog računala koje simulira određeni broj mrežnih servisa, odnosno poslužitelja. Nasuprot njima su honeynet sustavi koji su dosta složeniji i naprjedniji su model honeypot tehnologije.
Honeypot sustavi su svi oni računalni resursi (poslužitelji, računalne mreže, i sl.) predviđeni biti napadnutim ili kompromitiranim od strane neovlaštenih korisnika. Temeljna namjera ovog pristupa je prikupiti nove spoznaje o tehnikama i alatima koje neovlašteni korisnici upotrebljavaju za kompromitiranje računalnih resursa da bi tako razvili nove ideje i alati za efikasnije sprječavanje neovlaštenih aktivnosti. Iz ove općenitosti i fleksibilnosti proizlazi definicija honeypot sustava: računalni resursi čija vrijednost leži u mogućnosti njihovog neovlaštenog i neautoriziranog korištenja. Ideja honeypot sustava nije identifikacija i kazneni progon neovlaštenih korisnika uključenih u računalni kriminal, nego samo saznavanje tehnika kojima se oni koriste.
Mjera kakvoće honeypot sustava sastoji se u tome da neovlašteni korisnik nikada ne sazna da su njegove aktivnosti zabilježene honeypot sustavom.
Aktualna rješenja u posljednje vrijeme su ona u kojima se honeypot sustavi koriste kao sustavi za detekciju neovlaštenih aktivnosti (engl. Intrusion Detection System, IDS), što je dosta različito u odnosu na klasične IDS sustave (rule-based IDS, anomaly-based IDS i sl.), te su danas sve češća pojava radovi koji međusobno uspoređuju ove tehnologije. Sve su češći programski alati koji primjenjuju honeypot IDS sustave (KFSensor, Spectra, itd...). Spectra i KFSensor su komercijalni, a Honeyd je besplatan.